# 新井石龍
新井 石龍（あらい せきりゅう、俗名：小島 藤七、1889年〈明治22年〉9月29日 - 1984年〈昭和59年〉2月16日）は、日本の曹洞宗の僧侶、書家。雲洞庵四十五世住職。号は無著。

## 略歴
新潟県中蒲原郡村松町（現 五泉市村松）出身。1911年（明治44年）3月に新潟中学校を卒業、1914年（大正3年）7月に第四高等学校を卒業、1917年（大正6年）7月に京都帝国大学文科大学哲学科を卒業。
1918年（大正7年）に雲洞庵四十五世住職に就任、1921年（大正10年）6月に養父で曹洞宗管長の新井石禅に随行してアメリカに渡り、6カ月間、各地を視察、ウォレン・ハーディング大統領に謁見。
1939年（昭和14年）に新潟県仏教各宗代表中支派遣皇軍慰問団団長として中支戦線を巡錫、1942年（昭和17年）に南満州鉄道に招聘されて満州に渡り、各地を行脚、南満州鉄道職員に講演。
1953年（昭和28年）5月に曹洞宗管長の高階瓏仙の随行長としてアメリカに渡り、4カ月間、各地を視察、ダグラス・マッカーサー元帥と会見、同年に曹洞宗大本山總持寺顧問に就任。
国民精神総動員新潟県実行委員会理事、大政翼賛会新潟県支部参与、産業報国会顧問、軍事保護院講師、勤労者教育中央会講師、新潟県公安委員会委員、司法委員、家事調停委員、新潟県社会教育委員、新潟県婦人連盟顧問などを歴任。
1984年（昭和59年）2月16日午後1時58分に入院先の新潟市紫竹山（現 新潟市中央区紫竹山）の新潟市民病院で老衰のため死去、94歳没。

## 逸話
- 高齢のため桑名病院に入院していたとき、大晦日から元日にかけて生放送されるNHKのテレビ番組『ゆく年くる年』に雲洞庵が中継放送されることになり、桑名病院のケアのもと、12月29日に雲洞庵に一時的に帰った[5]。

- 新潟中学校の先輩で書家の会津八一に自分の書を褒められて嬉しくなった[6]。また、会津八一に自分の僧衣の袈裟に揮毫してもらった[7]。

## 著作物

### 著書
- 『仏心一生』協働社、1976年。

### 編書
- 『米國視察談』新井石禅[述]、青山書院、1921年。